# Wanusobo
Wanusobo is een bestuurslaag in het regentschap Japara van de provincie Midden-Java, Indonesië. Wanusobo telt 2207 inwoners (volkstelling 2010).